# 華翠大橋
華翠大橋，為跨越新店溪的公路橋樑之一，位於臺灣的臺北市萬華區與新北市板橋區之間。此路廊以前是臺灣總督府鐵道部（臺灣總督府交通局鐵道部的前身）於1901年（明治34年）2月完成的臺灣鐵路管理局縱貫線新店溪橋。1992年台鐵「五大橋梁重建工程」之雙線上承式預力梁新店溪橋重建完成並通車，即為現今華翠大橋的前身。

## 歷史與設計

### 新店溪橋（鐵路橋）
- 第一代橋：清代鐵路由台北向南出發後，原本是以淡水河橋（今臺北大橋前身）渡河，前往桃園，1895年日本統治台灣後繼續沿用，但1897年8月初，因颱風侵襲沖毀淡水河橋[3][4]，於是臺灣總督府鐵道部決定修改鐵路路線，改經由艋舺（今萬華）跨越新店溪南下桃園[3]，當時新店溪橋建設費229,599日圓，由台北改良線事務所於1900年1月開工，總長368.5公尺，為14孔跨度24.4公尺的上承式鋼鈑梁橋，澤井組承包興建，施工期間曾遭遇洪水破壞，導致人員傷亡，1901年2月20日橋梁建成，並隨台北至桃園間新鐵路於同年8月25日通車而啟用[5]。
- 第二代橋：臺灣總督府交通局鐵道部自1927年開始，將台北～竹南間單線鐵路擴建為複線鐵路 [6]，其中萬華～板橋段複線工程包含新建第二代橋（在第一代橋下游側）。二代橋總長368公尺[7]，1932年竣工[8][9]，並於1935年10月1日隨著萬華～板橋間複線鐵路通車而啟用[10][11]，做為上行線橋梁，原第一代橋則改為下行線橋梁。
- 重大事故：二戰後的1948年5月28日下午，行經新店溪橋的南下第29次列車，因乘客攜帶危險可燃物導致車廂失火，造成多人傷亡[12][13][14]。
- 改良：台鐵局戰後多次抽換更新第一代橋（下行線橋）鋼鈑梁，施工期間以第二代橋（上行線橋）單線雙向行車，部分列車微調時刻，甚至停駛：
  - 1954年9月25日～10月2日，抽換第9與第11孔鋼鈑梁[15][16]。
  - 1955年1月7日～14日，抽換第10與第12孔鋼鈑梁[17]。
  - 1959年7月16日～20日，抽換兩孔鋼鈑梁[18]。
  - 1961年2月25日～28日，抽換兩孔鋼鈑梁[19]。
  - 1963年7月23日～25日，抽換鋼鈑梁[20]。
- 災害改建：1981年6月21日凌晨， 裘恩颱風挾帶豪雨洪水衝擊，第一代橋（下行線橋）第9號橋墩傾斜、軌道彎曲，路線中斷，列車暫以二代橋（上行線橋）單線雙向行車[21]，台鐵局緊急在6月27日上午6時30分完成橋梁兩端橫渡線[22]，縮短列車交會時間。事後台鐵局拆除一代橋第6、7、8、9號橋墩，另建新墩，同年12月完工，新店溪橋恢復雙線行車[23]。

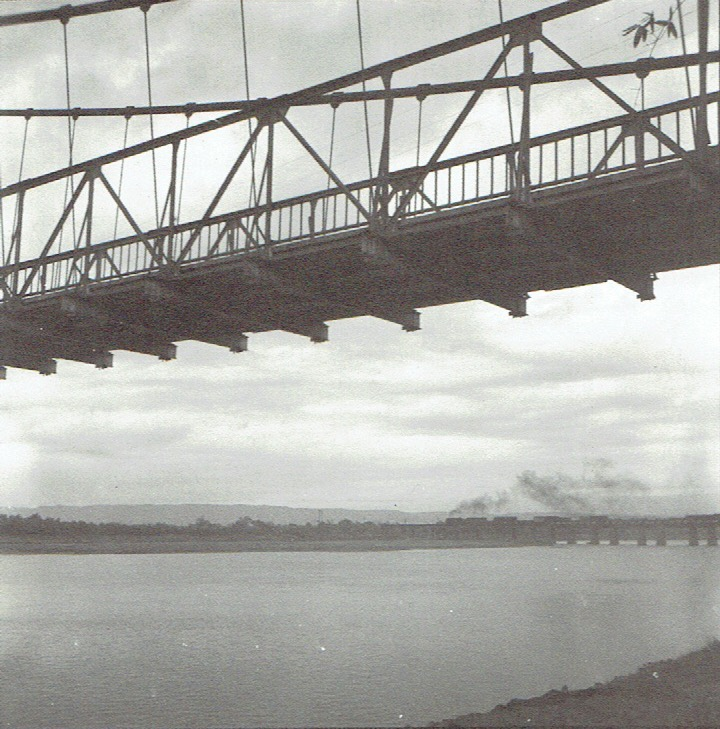
1930年代由昭和橋（今光復橋前身）橋下遠望「新店溪橋」列車（洪長庚 攝）[24]。
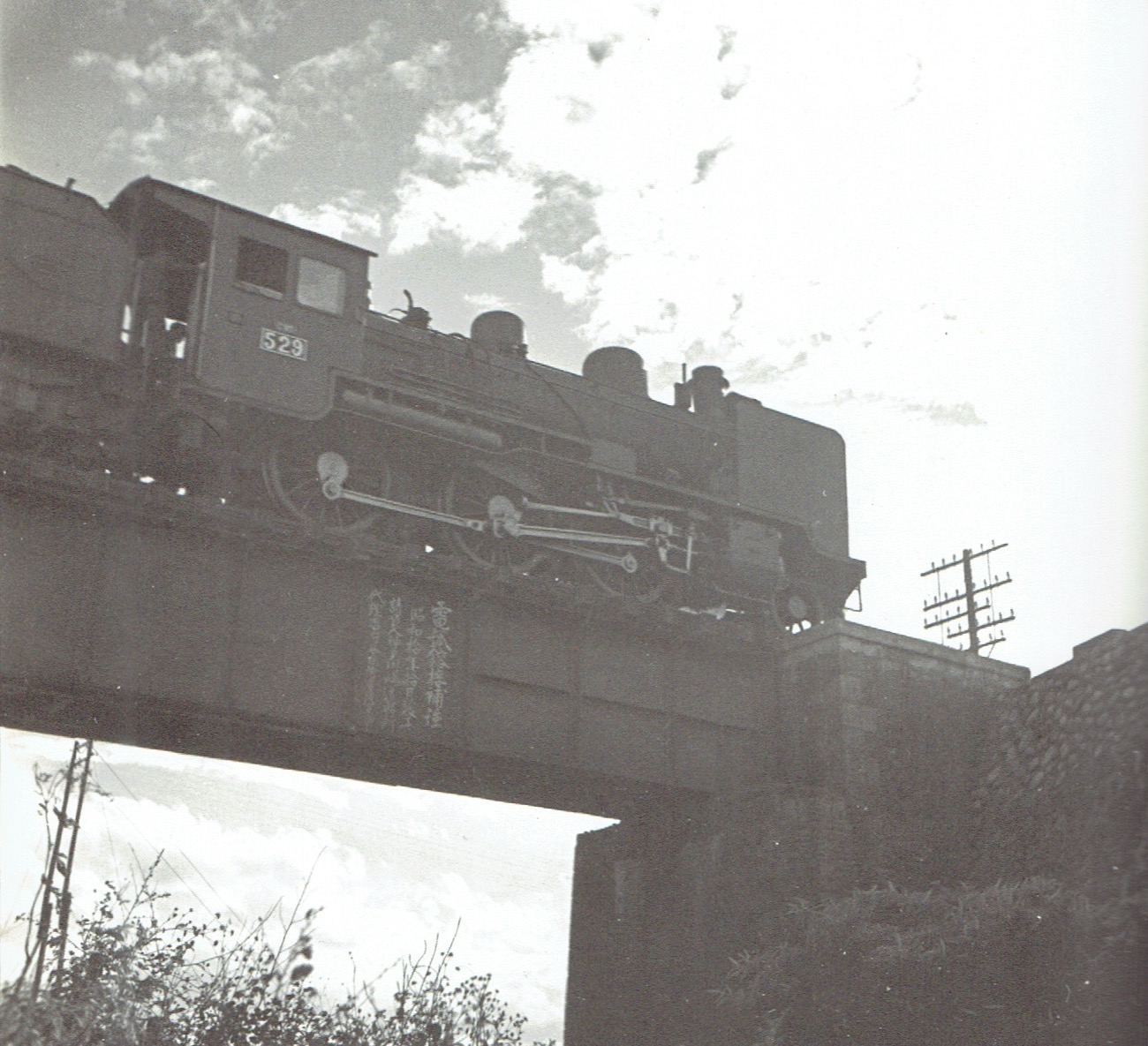
1935年「新店溪橋」的列車（洪長庚 攝）[25]。

- 第三代橋：由於第一代新店溪橋老舊，台鐵局提出「五大橋梁重建工程」，在二代橋下游17公尺重建新橋[26][27]，由中鼎工程公司設計、興松有限公司承包工程[28]，自1983年12月26日開工，橋位配合防洪計畫提高3.54公尺，為全長701公尺之雙線橋梁[29]，下部結構為大口徑反循環基樁與ㅠ型橋墩，上部結構分別為跨度26公尺上承式預力梁19孔、14.2公尺上承式預力梁10孔、13公尺上承式合成梁5孔[27]。新橋原訂1985年中完工，但開工後水中基樁打設困難及障礙物清除不易[30]，復又經過4次變更設計，並衍生長期停工、展期、追加預算等[29][31][32]，在拖延6年多之後，終在1992年1月27日清晨5時22分切換上行線通車與停用第二代橋[33][2][34]，同年5月31日完成下行線切換通車（鋪設傳統道碴式軌道）且停用第一代橋[33][29]，為今日華翠大橋的前身。由於工期長達8年餘，故迭遭議論是否有特權介入工程、或質疑招標制度是否合理[35][36]。

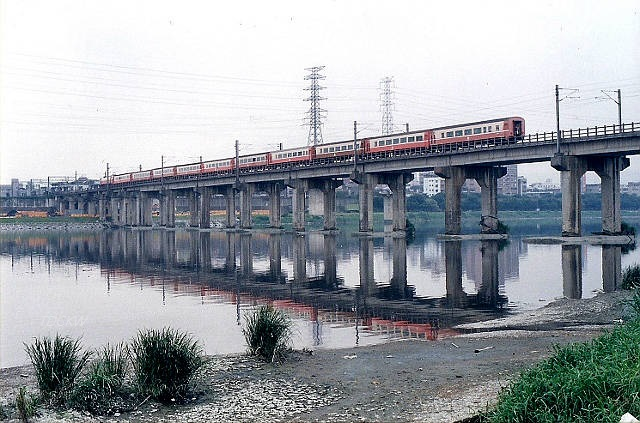
台鐵五大橋梁重建工程之「新店溪橋」，1992年5月雙線通車。
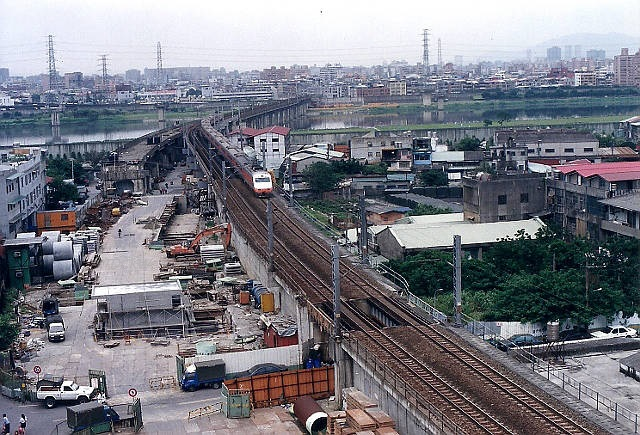
臺北鐵路地下化萬板專案工程期間，「新店溪橋」南北兩端小幅度改線，另築臨時軌便線橋及引道。

### 華翠大橋（公路橋）
1999年7月21日中華民國交通部完成萬華車站至板橋車站以南之臺北鐵路地下化工程後，鐵路第三代新店溪橋停用，由臺北市區地下鐵路工程處（交通部鐵道局的前身）於同年9月15日起動工改建，中興工程顧問（股）公司設計、榮民工程（股）公司承包，預力梁拆換為鋼構箱梁與Ｉ型梁、修補橋墩、更新支承座與改建部分帽梁等，並將橋面拓寬為18.5公尺，以應未來公路橋梁使用之需，而橋名則在2001年4月17日由臺北縣政府（今新北市政府）及臺北市政府協調更名為「華翠大橋」。華翠大橋2001年8月16日第一階段新店溪下游側橋面（北橋）通車，並連接原地面鐵道改建的萬華艋舺大道與板橋縣民大道，讓臺北市萬華區的車輛可以行經華翠大橋直通新北市板橋區。隨後該橋新店溪上游側橋面（南橋）於2002年7月27日完成，使該橋雙向各2車道全線通車。
華翠大橋全長654公尺，採用簡支箱型鋼梁兩支，短跨距設計，保留了原來鐵路橋的特徵。因橋面較窄，目前僅准行駛250 CC以上機車與汽車，無機車道與自行車道。

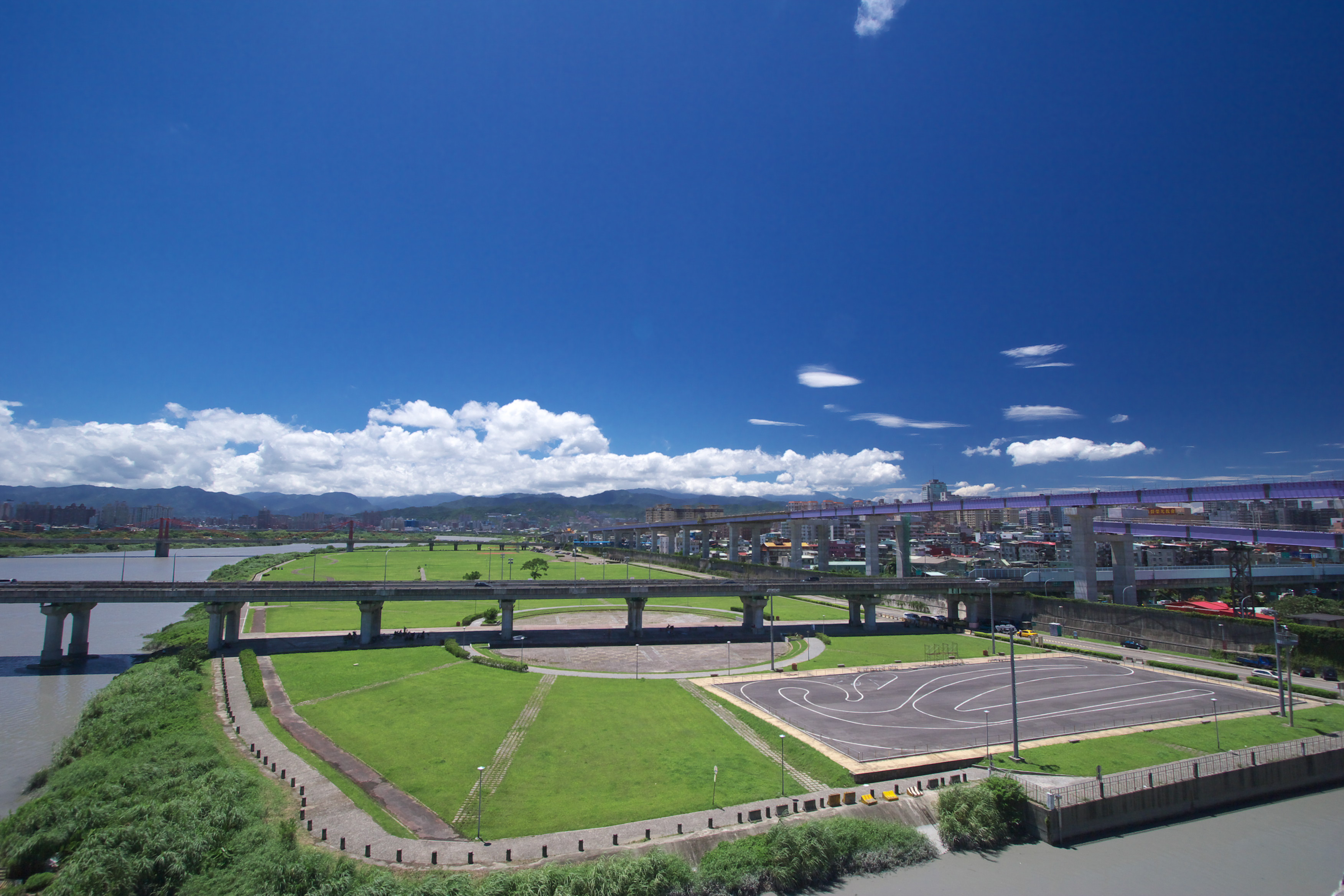
從萬板大橋望向華翠大橋。
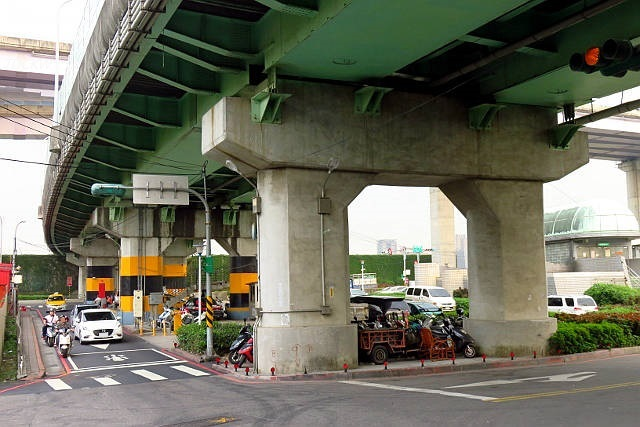
華翠大橋保有部分台鐵重建「新店溪橋」後的原橋墩。

## 外部連結
- 華翠大橋- 日文維基